# Кисляков, Александр Сергеевич
Александр Сергеевич Кисляков (19 августа 1939) — советский футболист, нападающий.
Начинал играть в клубе КФК «Спартак» Алма-Ата (1957, 1959). В сентябре 1960 провёл два матча в чемпионате СССР за «Кайрат» — против «Зенита» (0:1) и «Пахтакора» (1:0). В 1961—1962 годах играл в классе «Б» (D2) за «Металлург» Чимкент, далее — в классе «Б» (D3) за АДК Алма-Ата (1963, 1967), «Динамо» Целиноград (1964—1966), «Актюбинец» Актюбинск (1967—1969).
Брат Александр (1949—1988) также футболист.